# Osman Elkharraz
Osman Elkharraz est un acteur français né le 9 décembre 1987.

## Biographie
Osman Elkharraz, d'origine marocaine, grandit à Colombes (Hauts-de-Seine) dans un milieu très modeste. Sa mère meurt alors qu'il a neuf ans. Son père, qui est incarcéré au Maroc, meurt à son tour trois ans plus tard. Livré à lui-même avec son grand frère, il sombre dans la petite délinquance et commet son premier cambriolage à onze ans.
En 2002, il est remarqué par hasard à Auchan par des responsables de casting qui cherchent des jeunes acteurs non professionnels. Il est alors engagé pour tenir le rôle principal masculin du film L'Esquive d'Abdellatif Kechiche, où il joue Krimo, un jeune adolescent qui vit dans un logement social. Le film reprend le thème de la pièce de Marivaux Le Jeu de l'amour et du hasard.
Le tournage du film est difficile pour  Osman Elkharraz qui, rétif à l'autorité du metteur en scène, finit par injurier ce dernier devant toute l'équipe. Lors de la sortie, il est largement écarté de la promotion du film, qui lui vaut cependant une nomination au César du meilleur espoir masculin. En dépit du succès commercial remporté par L'Esquive, il ne touche pour son rôle que 2 800 €, versés plusieurs années plus tard lors de sa majorité.
Après L'Esquive, il tente de poursuivre une carrière d'acteur et s'inscrit au cours Florent. Mais contrairement à Sara Forestier et Sabrina Ouazani, également révélées par le film, il ne parvient pas à s'intégrer dans le milieu du spectacle. Il retombe dans les difficultés dont le tournage l'avait momentanément sorti, vend du cannabis à La Défense, travaille comme coursier ou éboueur et est, pendant un temps, SDF. En 2016, il publie un livre témoignage intitulé Confessions d'un acteur déchu : De l'Esquive à la rue, relatant comment le cinéma l'a « oublié et rejeté » aussitôt après le succès du film de Kechiche,.

## Filmographie
- 2004 : L'Esquive d'Abdellatif Kechiche
- 2006 : SOS 18 (un épisode)
- 2008 : Nés en 68 d'Olivier Ducastel et Jacques Martineau

## Publication
- Confessions d'un acteur déchu : De l'Esquive à la rue (en collaboration avec Raymond Dikoumé), Éditions Stock, 232 pages, 2016